# Dehesa (California)
Dehesa es un distrito ubicado en el condado de San Diego en el estado estadounidense de California. La localidad se encuentra ubicada dentro de El Cajón.

## Geografía
Dehesa se encuentra ubicada en las coordenadas 32°46′53″N 116°51′11″O / 32.7814416, -116.8530793.